# Koninklijke Rederijkerskamer 'Tollens'
Koninklijke Rederijkerskamer 'Tollens' is een rederijkerskamer in Hoogezand. De vereniging is opgericht in 1853 en draagt daarom sinds 1956 het predicaat 'Koninklijk'. Tollens is aangesloten bij het Koninklijk Groninger Provinciaal Rederijkersverbond en is de oudste rederijkerskamer van de provincie Groningen.

## Geschiedenis
De kamer is vernoemd naar de Nederlandse dichter Hendrik Tollens en heeft als motto 'Eenvoud het ware'. 'Eenvoud het ware' was ook de naam waaronder de rederijkerskamer aanvankelijk werd opgericht, op 28 november 1853 te hotel Neeven (sinds 1901 hotel Faber). Het doel was, in de bewoordingen van de voorzitter (1855): 'Om door oefening in 't declameren of reciteeren van poezy en proza onzen geest te beschaven'.
Op 10 maart 1856 werd besloten tot de huidige naam. Een brief naar Tollens werd verstuurd en deze gaf, kort voor zijn overlijden, officieel toestemming voor het gebruiken van zijn (achter)naam.